# 6595 Munizbarreto
6595 Munizbarreto è un asteroide della fascia principale. Scoperto nel 1987, presenta un'orbita caratterizzata da un semiasse maggiore pari a 2,4296509 UA e da un'eccentricità di 0,1540576, inclinata di 5,44661° rispetto all'eclittica.